# Muhammadu Buhari
Muhammadu Buhari (sinh 17 tháng 12 năm 1942) được bầu làm tổng thống Nigeria
và là cựu thiếu tướng tướng quân đội Nigeria. Ông đã là quốc trưởng Nigeria từ 31 tháng 12 năm 1983 tới 27 tháng 8 năm 1985, sau khi nắm quyền trong một cuộc đảo chính của quân đội. Sau những tranh giành trong quân đội chính ông 1985 qua một cuộc đảo chính bởi tướng Ibrahim Babangida bị hạ bệ và bị bắt giam cho tới 1988.
Ông đã ra ứng cử tổng thống Nigeria 3 lần 2003, 2007, 2011 nhưng thất bại. Trong cuộc bầu cử 2015 Buhari đã đánh bại tổng thống đang cầm quyền Goodluck Jonathan. Người dân cho là ông có thể đánh thắng nhóm khủng bố Boko Haram, và sẽ chăm sóc cho đa số dân nghèo ở miền Bắc Hồi giáo tốt hơn là tổng thống hiện thời, một người theo đạo Ki tô ở vùng châu thổ sông Niger.
Buhari xuất thân từ Daura thuộc bang Katsina; gốc dân Fulani.
Buhari đã tuyên bố là ông ta chịu trách nhiệm cho những gì đã xảy ra trong thời quân đội lãnh đạo dưới quyền ông, nói là không có thể thay đổi quá khứ, và tự cho là mình đã trở thành một người dân chủ.